# Józef Śron
Józef Śron ps. „Julian” (ur. 1 lipca 1894 w Poznaniu, zm. 26 maja 1952 w Wolsztynie) – chorąży piechoty Wojska Polskiego, kawaler Orderu Virtuti Militari. 

## Życiorys
Urodził się 1 lipca 1894 w rodzinie Andrzeja i Anny z domu Nowak. Członek Towarzystwa Gimnastycznego „Sokół” w Poznaniu. Od 1914 do 1918 pełnił służbę w armii Cesarstwa Niemieckiego.
Przebywał w niewoli francuskiej, a w 1918 wstąpił w szeregi Armii Polskiej we Francji, którą dowodził generał Józef Haller i przybył z nią do Polski. Służył w 53 pułku piechoty z którym brał udział w walkach na froncie wschodnim. 5 sierpnia 1920 w stopniu sierżanta sztabowego podczas wykonywania odwrotu wojsk polskich znad Seretu obronił tabory III baonu, które atakowała bolszewicka kawaleria w sile 500−600 szabel i z taborami nie dopuścił nieprzyjaciela do przedarcia się mostem na zachodnią stronę Strypy. Za czyn ten został wyróżniony nadaniem Krzyża Srebrnego Orderu Virtuti Militari.
Awansował na stopień chorążego. Od 1921 służył w Straży Granicznej, w stopniu starszego przodownika, a w 1939 bronił odcinka wolsztyńskiego. Dostał się do niewoli niemieckiej z której w 1941 zbiegł. Członek ZWZ-AK na terenie Inspektoratu Skierniewice w komórce wywiadu, mając pseudonim „Julian”. 
Zmarł w Wolsztynie, gdzie został pochowany na miejscowym cmentarzu.
Żonaty ze Stanisławą Bączkowską. Gdy zmarła, powtórnie ożenił się w 1948 z Zofią Lisowską. Miał dzieci: Martynę oraz Kazimierza.

## Ordery i odznaczenia
- Krzyż Srebrny Orderu Virtuti Militari (nr 888)[3]
- Krzyż Walecznych[3]